# Limassol
Limassol (greacă Λεμεσός, Lemesos, turcă Leymosun) este un oraș pe coasta sudică a Ciprului, este capitala districtului Limassol. Limassol este a doua zonă urbană din țară după populație (după Nicosia), cu o populație urbană de 195,139 locuitori.
Limassol este cel mai mare municipiu din Cipru, urmat de Strovolos, din Nicosia. Municipiul are o populație de 108,105, iar districtul 262,238.
Limassol a fost construit între două orașe grecești antice, Amathus și Kourion. Centrul său istoric este situat în jurul castelului medieval Limassol și al portului vechi. Astăzi, orașul se întinde de-a lungul coastei mediteraneene și s-a extins mult mai departe decât castelul și portul, suburbiile sale se întind de-a lungul coastei până la Amathus. La vest de oraș se află Akrotiri, unul dintre cele două teritorii britanice de peste mări, Akrotiri și Dhekelia de pe insulă.

## Date generale
Limassol este un mare port la Marea Mediterană, utilizat în scopuri turistice și comerciale. Orașul este renumit pentru lunga lui tradiție culturală și pentru faptul că aici se află Universitatea de Tehnologie a Ciprului. Un spectru larg de activități și un mare număr de muzee și situri arheologice sunt disponibile vizitatorilor interesați.
Este logic faptul că Limassol atrage o rată largă de turiști, mai ales pe durata sezonului de vară, cazându-i în diferite hoteluri și apartamente luxoase. În adaos pentru obiectivele turistice de aici, marina clădește în prezent un proiect care va oferi o rată largă de servicii și atracții peste tot în Cipru. Proiectul se numește „Limassol Marina”.
Limassol a fost construit între două orașe antice, Amathus și Kourion. Pe durata regulilor Bizantine, era cunoscut ca Neapolis (Orașul nou). Acum, partea turistică a orașului Limassol se întinde pe de-a lungul coastei de est până la Amathus. La vestul orașului se află Baza Militară Akrotiri a Marii Britanii.

## Istorie

Limassol (centrul vechi istoric)

Lemesos (Limassol) a fost construit probabil după ce  orașul Amathus a ajuns la ruine. În orice caz, orașul Lemesos(Limassol) a fost locuit încă din timpurile antichității. Sunt date că întemeierea orașului a avut loc înaintea anului 2.000 î.Hr., alte date spun că a avut loc înaintea secolelor al VIII-lea și al IV-lea î.Hr.. Aceste puține rămășițe ne arată că o mică colonie trebuie să fi existat dar nu a fost administrată dezvoltării și prosperității. Scriitorii antici nu menționează nimic despre întemeierea orașului.
Conform Sinodului care a avut loc în 451, Episcopul Theodossiani Sotir precum și Episcopii Amathus și Arsinoe erau implicați în întemeiere. Theodossiani a spus că același Limassol s-a numit Neapolis. Episcopul Leontios de Neapolis a fost un important preot scriitor al secolului al VII-lea. Înregistrările Sinodului al șaptelea (787) se referă la faptul că orașul de pe atunci se numea așa după numele lui. În secolul al X-lea, orașul se numea Nemesos. Constantine Porfyrogennitos se referă la faptul că numele orașului actual vine de la Nemesos.
Istoria orașului Limassol este mai bine știută după evenimentele din anul 1191 d.Hr. când s-a terminat dominația Bizantină asupra Ciprului. Regele Angliei, Richard Inimă de Leu, mergea spre Tărâmul Sfânt în anul 1191. Logodnica lui, Berengaria  și sora lui, Joan (Regina Siciliei), îl însoțeau, de asemenea, dar pe altă corabie. Din cauza unei furtuni, corabia cu reginele a ajuns în Lemesos (Limassol). Isaac Comnenus, guvernatorul Bizantin al Ciprului, era crud și nemilos, și îi detesta pe latini. El le-a invitat pe regine la mal, cu intenția de a le reține pentru a cere răscumpărare, dar ele l-au refuzat.
Când Richard a sosit în Lemesos (Limassol) și s-a întâlnit cu Isaac Comnenus, el l-a întrebat dacă vrea să contribuie la cruciadă pentru a eliberarea Tărâmului Sfânt. Deși la început Isaac a acceptat, mai târziu a refuzat să-l ajute. Atunci Richard l-a urmărit și l-a arestat. Așadar Cipru a devenit colonie engleză. Richard s-a căsătorit cu Berengaria care a fost încoronată Regina Angliei în Cipru. Astfel dominarea bizantină se apropia de sfârșit. Richard a distrus Amathus și locuitorii au fost transferați în Limassol.
Un an mai târziu, în 1192 Cipru a fost vândut templierilor, călugări și soldați bogați ai căror principiu era să protejeze Mormântul Sfânt din Ierusalim. Cavalerii au pus taxe mari, banii câștigați fiind dați pentru cumpărarea Ciprului. Această conducere a revoltat ciprioții. Ei au reclamat acest lucru lui Richard Inimă de Leu. Richard a acceptat cererea lor, și un cumpărător nou a fost găsit: Guy de Lusignan, un romano-catolic din Poitou (în Franța).